# فینال جام حذفی فوتبال انگلستان ۱۸۹۲

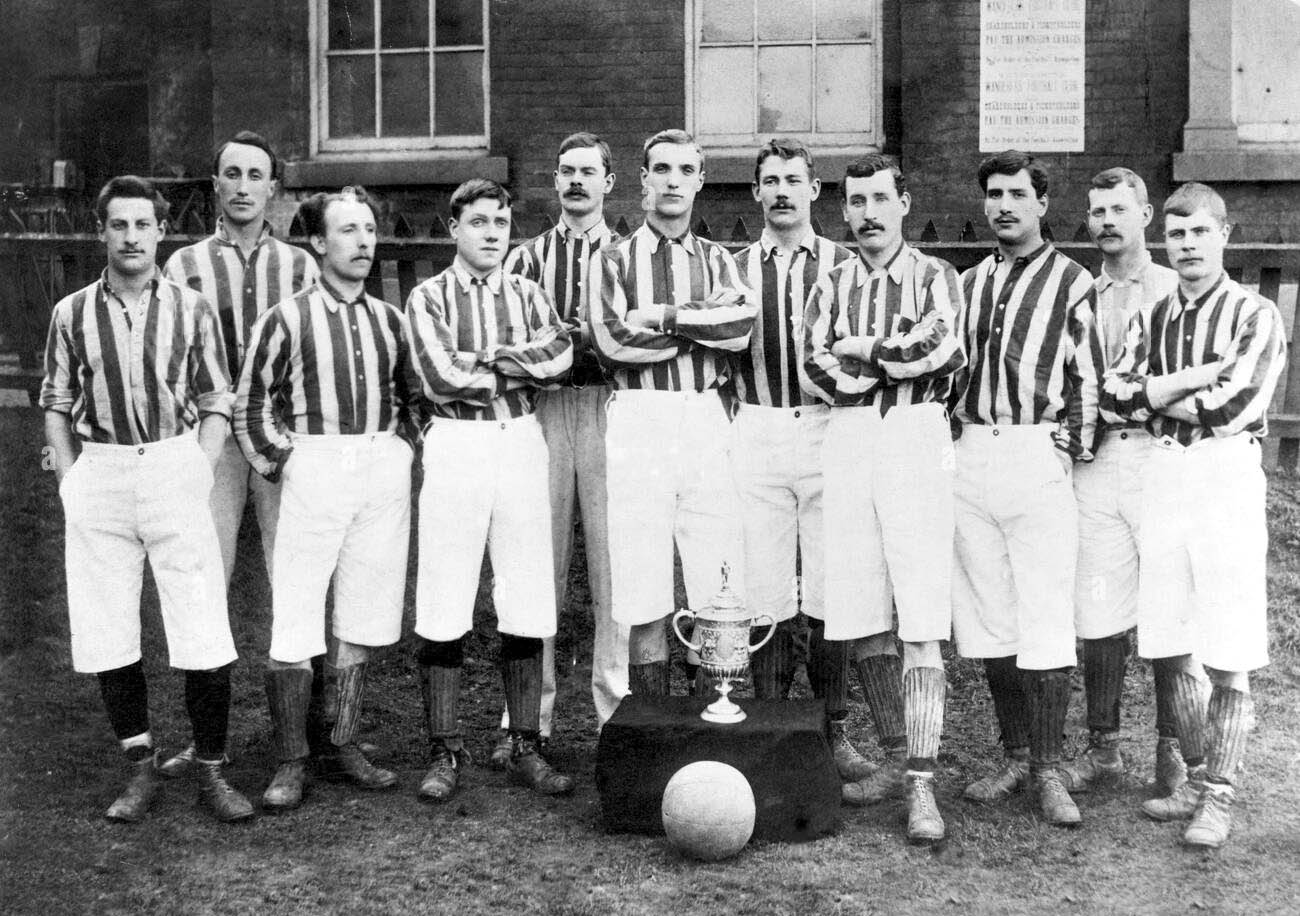

فینال جام حذفی فوتبال انگلستان ۱۸۹۲، رقابت پایانی جام حذفی فوتبال انگلستان در سال ۱۸۹۲ میلادی است که مابین دو تیم باشگاه فوتبال وست برومویچ و باشگاه فوتبال استون ویلا در ورزشگاه اووال لندن برگزار شده‌است.
این مسابقه که در تاریخ ۱۹ مارس ۱۸۹۲ انجام شده‌است با نتیجه ۳ بر ۰ به سود تیم باشگاه فوتبال وست برومویچ به پایان رسید.